# ジューアブ郡 (ユタ州)
ジューアブ郡（英: Juab County、[ˈdʒuːæb]）は、アメリカ合衆国ユタ州の西部中央に位置する郡である。2010年国勢調査での人口は10,246人であり、2000年の8,238人から24%増加した。郡庁所在地はニーファイ（人口5,389人）であり、同郡で人口最大の都市でもある。1852年に設立され、郡名は「涸れた谷」あるいは「谷」そのものを意味するインディアンの言葉から派生したと考えられている。
ジューアブ郡はプロボ・オレム大都市圏に属している。

## 地理
アメリカ合衆国国勢調査局に拠れば、郡域全面積は3,406平方マイル (8,821.5 km2)であり、このうち陸地は3,392平方マイル (8,785.2 km2)、水域は15平方マイル (38.8 km2)で水域率は0.43％である。

### 隣接する郡
- トゥーイル郡 - 北
- ユタ郡 - 北
- ミラード郡 - 南
- サンピート郡 - 東
- ホワイトパイン郡 (ネバダ州) - 西

### 国立保護地域
- フィッシュスプリングス国立野生生物保護区
- フィッシュレイク国立の森（部分）
- ユインタ国立の森（部分）

### 州立保護地域
- ユバ湖州立公園

## 人口動態

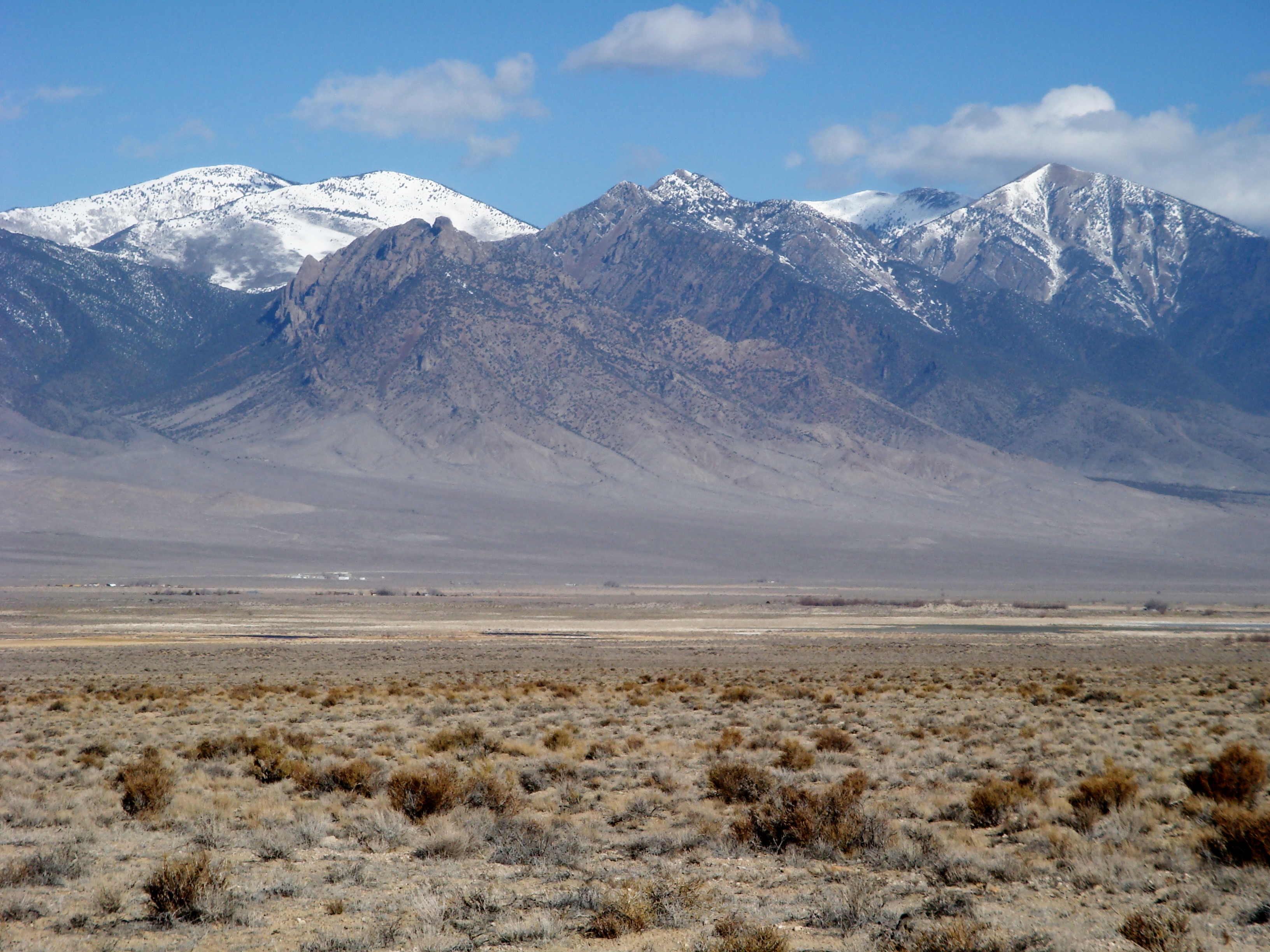
ディープクリーク山脈

以下は2000年国勢調査による人口統計データである。
| 基礎データ - 人口: 8,238人 - 世帯数: 2,456 世帯 - 家族数: 1,981 家族 - 人口密度: 1人/km2（2人/mi2） - 住居数: 2,810軒 - 住居密度: 0軒/km5（1軒/mi2） 人種別人口構成 - 白人: 96.56% - アフリカン・アメリカン: 0.15% - ネイティブ・アメリカン: 1.02% - アジア人: 0.34% - 太平洋諸島系: 0.05% - その他の人種: 0.86% - 混血: 1.02% - ヒスパニック・ラテン系: 2.63% 年齢別人口構成 - 18歳未満: 38.6% - 18-24歳: 9.4% - 25-44歳: 25.2% - 45-64歳: 16.9% - 65歳以上: 9.8% - 年齢の中央値: 26歳 - 性比（女性100人あたり男性の人口） - 総人口: 100.3 - 18歳以上: 96.5 | 世帯と家族（対世帯数） - 18歳未満の子供がいる: 49.3% - 結婚・同居している夫婦: 69.1% - 未婚・離婚・死別女性が世帯主: 7.9% - 非家族世帯: 19.3% - 単身世帯: 17.5% - 65歳以上の老人1人暮らし: 9.1% - 平均構成人数 - 世帯: 3.31人 - 家族: 3.79人 収入と家計 - 収入の中央値 - 世帯: 38,139米ドル - 家族: 42,655米ドル - 性別 - 男性: 33,621米ドル - 女性: 21,394米ドル - 人口1人あたり収入: 12,790米ドル - 貧困線以下 - 対人口: 10.4% - 対家族数: 7.9% - 18歳未満: 10.7% - 65歳以上: 14.5% |

## 都市と町

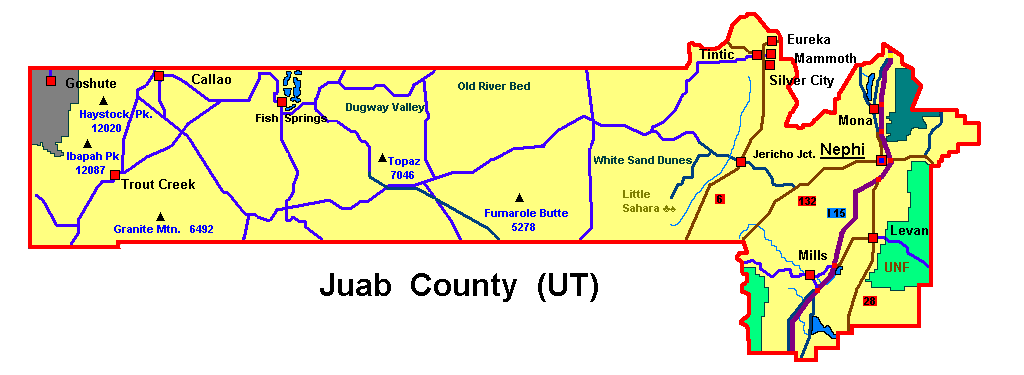
郡の地図

- ニーファイ - 郡庁所在地
- カラオ
- ユーレカ
- レバン
- モナ
- ロッキーリッジ
- トラウトクリーク
- パートゥーン
- ミルズ